# إلسا بيسكو
إلسا بيسكو (بالسويدية: Elsa Beskow) (11 فبراير 1874 –  30 يونيو 1953) مؤلفة سويدية ومصورة لكتب الأطفال. ومن بين كتبها المعروفة «حكاية ليتل ليتل العجوز» و «آنت جرين» و «آنت براون» و «آونت لافندر» 

## خلفية
وُلدت في ستوكهولم، والداها هما رجل الأعمال بيرنت مارتمان (1841-1889)، والذي جاءت عائلته من بيرغن، النرويج، وأوغستا فولستيدت (1850-1915). درست بيسكو التربية الفنية في كونستفاك، الكلية الجامعية للفنون والحرف والتصميم، في ستوكهولم.
تزوجت الوزير السابق والعامل الاجتماعي، الدكتور في اللاهوت ناتانيل بيسكو ‏ في عام 1897. التقت إلسا بيسكو بزوجها المستقبلي في جورشولمس سامسكولا ‏ أثناء عملها كمدرسة حيث شغلت منصب مديرة المدرسة. في عام 1900 كانوا يعيشون في فيلا في جورشولم [الإنجليزية] التي بنيت في البداية للمؤلف فيكتور ريدبيرغ. كان لديهم ستة أبناء، بما في ذلك الفنان بو بيسكو (1906-1989) والجيولوجي جونار بيسكو (1901–1991).

## مهنة
في عام 1894 بدأت بيسكو العمل في مجلة الأطفال يولتومتن. إجمالا، نشرت أكثر من أربعين كتابًا تحتوي على نصوص وصور خاصة بها. جمعت بيسكو الواقع مع عناصر من العالم الخرافي. حيث يلتقي الأطفال مع الجان أو العفاريت، وتتحدث حيوانات المزرعة مع الناس. كانت الموضوعات الرئيسية هي العلاقات بين الأطفال والكبار ومبادرة الأطفال المستقلة.
أصبحت بيسكو واحدة من أشهر فناني كتب الأطفال السويدية. أصبحت العديد من كتبها كلاسيكية ويتم إعادة طباعتها باستمرار. كما قامت بيسكو برسمح لوحات كتب ABC وكتب الأغاني للمدارس السويدية. غالبًا ما يتم تأطير صفحات كتابها بواسطة إطار زخرفي على طراز فن الآرت نوفو.
حققت بيسكو العديد من الأهداف خلال سنواتها، مثل «تلقي اعتراف دولي بقصص بسيطة ومبهجة وإمكانيات رائعة. جمع عملها بين الواقعية والخيال في كل من قصصها وصورها، والتي تصور أجواءً منزلية سعيدة في الريف السويدي في أواخر القرن التاسع عشر وأوائل القرن العشرين.» 

## إرثها
أُنشئت جائزة إلسا بيسكو في عام 1958 تقديراً لأفضل راسم سويدي للوحات الكتب في العام.

## أعمال مختارة
| - Tale of the Little Little Old Woman, 1897 - Children from Solbacka, 1898 - Peter in Blueberry Land, 1901 - Olle's ski trip, 1907 - Children of the Forest, 1910 - Pelle's New Suit, 1912 - Flower Festival in the Hill, 1914 - George's book, 1916 - Aunt Green, Aunt Brown and Aunt Lavender, 1918 - Little Lasse in the garden, 1920 - Baby Brother's sailing journey, 1921 - Bubble Muck, 1921 - Grandma's quilt, 1922 | - Christopher's harvest time, 1923 - Aunt Brown's Birthday, 1925 - Jan and all his friends, 1928 - Hat Cottage, 1930 - Grandma and-down Light, 1930 - Around the year, 1931 - The Sun Egg, 1932 - Woody, Hazel & Little Pip, 1939 - Talented Annika, 1941 - Uncle Blue's New Boat, 1942 - Peter and Lotta's Adventure, 1947 - Red bus, green car, 1952 |  |

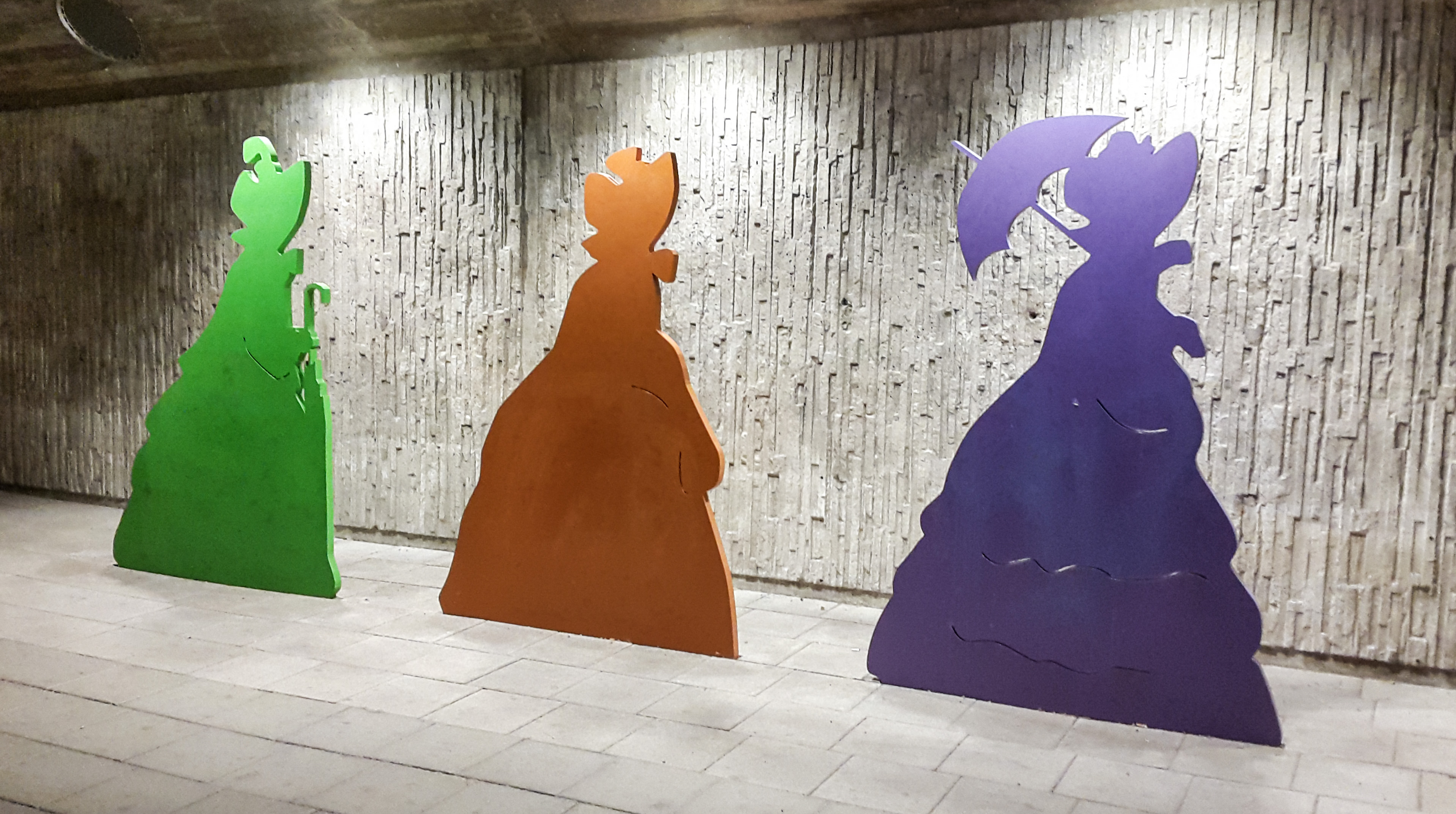
العمة الخضراء ، العمة براون ,والعمة لافندر في مترو ستوكهولم

### قائمة المراجع
- Hammar, Stina Elsa Beskow (1958)
- Håkansson, Gunvor Elsa Beskow och Astrid Lindgren (1967)'
- Sjögren, Margareta Elsa Beskow och hennes värld (1983)

## روابط خارجية
- إلسا بيسكو على موقع IMDb (الإنجليزية)
- إلسا بيسكو على موقع الموسوعة البريطانية (الإنجليزية)
- إلسا بيسكو على موقع ميوزك برينز (الإنجليزية)
- إلسا بيسكو على موقع قاعدة بيانات الأفلام السويدية (السويدية)
- إلسا بيسكو على موقع ديسكوغز (الإنجليزية)
- إلسا بيسكو على موقع قاعدة بيانات الفيلم (الإنجليزية)
- Elsa Beskow Biography at Floris Books, her English language publisher. English
- Site dedicated to Elsa Beskow. Swedish
- Elsa Beskow (JulimJournals). German